# Korfu
Korfu er en græsk ø og den nordligste af de 7 Ioniske Øer i Det Ioniske Hav vest for det græske fastland. Det græske navn for øen er Kérkyra.
Korfu er arealmæssigt på størrelse med Bornholm, men har en ca. 3 gange større befolkning. Øen er ca. 640 km² stor og har ca. 120.000 indbyggere, hvoraf ca. 40.000 bor i byen Korfu. Der er et ordsprog, der siger, at "enten bliver man forelsket i Korfu eller på Korfu."
Korfu har sammen med de øvrige Ioniske Øer været under byzantinsk, venetiansk, fransk og britisk styre. I 1863 overgav briterne øgruppen til Grækenland i forbindelse med kroningen af kong Georg 1. af Grækenland. Øen var kortvarigt besat af styrker fra Mussolinis Italien i 1923, og atter 1941-43/44.

## Transport
Korfu Lufthavn er beliggende omkring to kilometer fra Korfu by. I 2012 betjente den 1.914.522 passagerer.

## Billeder fra Korfu
- Den lille ø Pontikonisi set fra Kanoni på Korfu
- Parti fra Sidari i det nordlige Korfu
- Havnen i Korfu, 1890

39°40′N 19°45′Ø / 39.667°N 19.750°Ø